# 斯氏彎線䲁
斯氏彎線䲁（學名：Helcogramma springeri），為輻鰭魚綱䲁形目三鰭䲁科彎線䲁屬的一個種，分布於西太平洋菲律賓、印尼、新幾內亞、萬那杜、澳洲與所羅門群島海域，深度0至12公尺，本魚體型小呈圓柱狀，吻部短，側面鈍，鼻孔有觸鬚，上頜向後延伸至眼前緣下方，上下頜齒細而密, 整體呈半透明灰色，體有6條紅褐色縱紋，胸鰭斑點紅色，尾鰭邊緣紅色，背鰭硬棘14-17枚、背鰭軟條8-12枚、臀鰭硬棘1枚、臀鰭軟條18-22枚，體長可達3.4公分，棲息在岩礁區，雌魚產附著性卵在藻類築的巢，雄魚會守護卵，幼魚為浮游性，生活習性不明。